# The Gentleman from Indiana (film)
The Gentleman from Indiana (o A Gentleman from Indiana) è un film muto del 1915 diretto da Frank Lloyd.
La sceneggiatura, firmata dallo stesso regista e da Julia Crawford Ivers, si basa su The Gentleman from Indiana, romanzo del 1899 di Booth Tarkington.

## Trama
John Harkless, già campione di football all'università, decide di darsi alla politica. Dopo aver comperato un giornale, il Plattville Herald, usa il quotidiano per una serie di inchieste che portano alla luce il marcio che si annida tra le pieghe della società. Una sera, tornando a casa, viene assalito da una banda che, dopo l'aggressione, lo lascia a terra come morto. Per vendicare la sua supposta morte, un gruppo di vigilantes si mette in caccia per trovare i banditi anche se nessuno è sicuro di chi siano i veri colpevoli, che però vengono identificati nei White Caps, alleati di Rodney McCune, un avversario politico di Harkless. Mentre Harkless si trova in ospedale, Helen, la sua fidanzata, prende nelle sue mani la direzione del giornale, trovando anche il modo di fargli vincere le elezioni.

## Produzione
La casa di produzione Pallas Pictures, per girare le scene del film, fece costruire il set di un'intera cittadina, replica di una città dell'Indiana.

## Distribuzione
Il copyright del film, richiesto dalla J. C. Ivers, fu registrato il 3 novembre 1915 con il numero LP6896.
Distribuito dalla Paramount Pictures, il film uscì nelle sale cinematografiche statunitensi il 25 novembre o il 28 novembre 1915. Ne venne fatta una riedizione che uscì sul mercato USA il 18 maggio 1919.
Copia della pellicola viene conservata negli archivi della Library of Congress.